# Bujanka, Lîseanka
Bujanka (în ucraineană Бужанка) este o comună în raionul Lîseanka, regiunea Cerkasî, Ucraina, formată numai din satul de reședință.

## Demografie
Componența lingvistică a comunei Bujanka
     Ucraineană (99,54%)
     Alte limbi (0,36%)
Conform recensământului din 2001, majoritatea populației comunei Bujanka era vorbitoare de ucraineană (99,54%), existând în minoritate și vorbitori de alte limbi.